# Oxyartes despectus
Oxyartes despectus är en insektsart som först beskrevs av John Obadiah Westwood 1848.  Oxyartes despectus ingår i släktet Oxyartes och familjen Diapheromeridae. Inga underarter finns listade i Catalogue of Life.